# Гибб, Синтия
Си́нтия Гибб (англ. Cynthia Gibb; род. 14 декабря 1963, Беннингтон, Вермонт) — американская актриса, номинант на премию «Золотой глобус» в 1994 году.

## Жизнь и карьера
Синтия Гибб родилась в Беннингтоне, Вермонт, а выросла в Коннектикуте. В возрасте четырнадцати лет она поступила в модельное агентство Ford Models в Нью-Йорке и в последующие годы появилась на обложках таких журналов как Vogue. В одном из журналов Вуди Аллен увидел Гибб и пригласил на роль в своём фильме «Воспоминания о звёздной пыли» 1980 года, который стал дебютным для актрисы.
Гибб добилась известности благодаря роли в телесериале «Слава», где она снималась с 1983 по 1987 год. После она получила большую известность благодаря ролям в ряде кинофильмов, самые известные из которых «Сальвадор», «Мэлоун», «Возвращение Джека», «Короткое замыкание 2» и «Ордер на смерть». В 1987 году она сыграла роль Карен Карпентер в телефильме «История Карен Карпентер». Она получила номинацию на премию «Золотой глобус» за роль в музыкальном фильме 1993 года «Цыганка», а после снялась в нескольких не долго просуществовавших комедийных сериалах, а также множестве телефильмов.

## Избранная фильмография
| Год       |    | Русское название                    | Оригинальное название             | Роль                       |
| --------- | -- | ----------------------------------- | --------------------------------- | -------------------------- |
| 1980      | ф  | Воспоминания о звёздной пыли        | Stardust Memories                 | юная фанатка               |
| 1982—1983 | с  | В поисках завтрашнего дня           | Search for Tomorrow               | Сьюзи Мартин Уайатт Картер |
| 1983—1987 | с  | Слава                               | Fame                              | Холли Лэрд                 |
| 1986      | ф  | Молодая кровь                       | Youngblood                        | Джесси Чедвик              |
| 1986      | ф  | Сальвадор                           | Salvador                          | Кэти Мур                   |
| 1987      | ф  | Мэлоун                              | Malone                            | Джо Барлоу                 |
| 1988      | ф  | Возвращение Джека                   | Jack’s Back                       | Крис Москари               |
| 1988      | ф  | Короткое замыкание 2                | Short Circuit 2                   | Сэнди Банатони             |
| 1990      | с  | Звонящий в полночь                  | Midnight Caller                   | Уилл                       |
| 1990      | с  | Байки из склепа                     | Tales from the Crypt              | Лорелей Фелпс              |
| 1990      | ф  | Ордер на смерть                     | Death Warrant                     | Аманда Бекетт              |
| 1993      | тф | Цыганка                             | Gypsy                             | Луиз / Джипси Роуз Ли      |
| 1998      | тф | Землетрясение в Нью-Йорке           | Earthquake in New York            | Лора Риккер                |
| 2001      | с  | Справедливая Эми                    | Judging Amy                       | Айрин Крафт                |
| 2002      | с  | Женская бригада                     | The Division                      | Донна Пакард               |
| 2002      | ф  | Во всей красе                       | Full Frontal                      | беременная женщина         |
| 2004      | с  | Закон и порядок: Специальный корпус | Law & Order: Special Victims Unit | Карен Кэмпбелл             |
| 2006      | с  | Седьмое небо                        | 7th Heaven                        | Бетси                      |
| 2008      | с  | Без следа                           | Without a Trace                   | Трейси Данкан              |
| 2009      | с  | Мыслить как преступник              | Criminal Minds                    | Кэти Грей                  |